# Terras (architectuur)

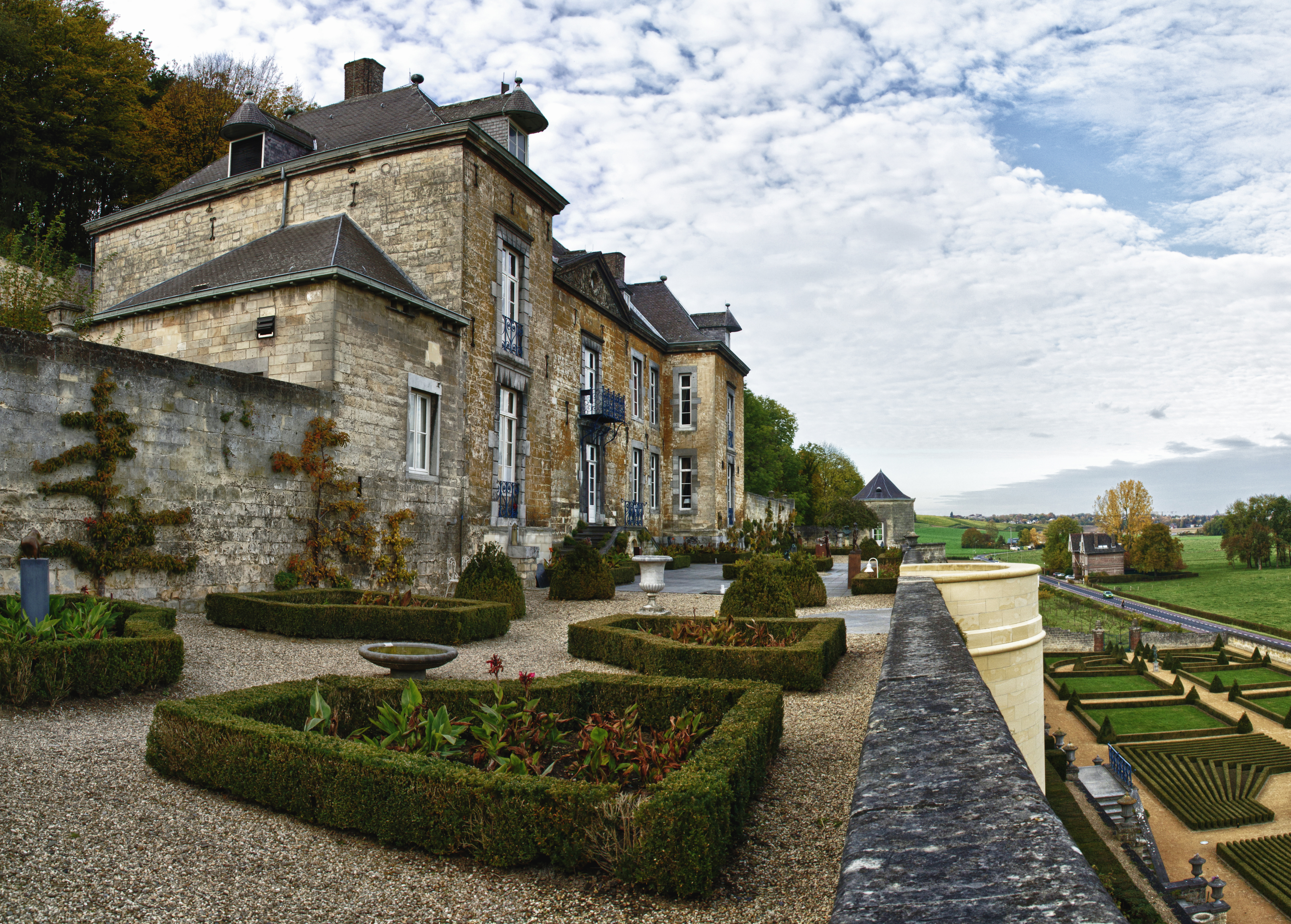
De terrassen van kasteel Neercanne.

Een terras, van Latijn terra "aarde", "land", is een groot platform bij of aan een gebouw in heuvelachtig gebied. Op het terras kan een plaveisel zijn aangebracht, maar het kan ook een onderdeel van een tuin zijn.

## Geschiedenis
Deze terrassen zijn afgeleid van landbouwterrassen in heuvelachtig gebied, die in Azië al sinds het 3e millennium v.Chr. werden aangelegd. Het bekendste voorbeeld van terrassenbouw in de prehistorie was te vinden in Babylon, hedendaags Irak, waar in de 6e eeuw v.Chr. de beroemde hangende tuinen van Babylon werden aangelegd. Deze tuinen bestonden uit een serie oplopende terrassen en werden beschouwd als een van de zeven wereldwonderen van de antieke wereld. Een bekende voorbeeld uit de Romeinse tijd is de Tempel van Fortuna Primigenia, die in de in 1e eeuw v.Chr. werd uitgebreid met de nog steeds bestaande monumentale terrassen. Het Nieuwe Kasteel van Saint-Germain-en-Laye en het Monument van Victor Emanuel II zijn duidelijk geïnspireerd door dit heiligdom.
Tijdens de renaissance grepen kunstenaars en (tuin-)architecten terug naar voorbeelden uit de klassieke oudheid. Begin 16e eeuw in de hoogrenaissance kwamen in Italië de terrastuinen in zwang, waarbij de tuinen op verschillende hoogtes werden aangelegd. Bekende tuinen uit deze periode zijn te vinden bij de Villa d'Este en Villa Madama. Het in Italiaanse renaissancestijl opgetrokken Kasteel van Blois in de Franse Loire-streek heeft ook terrastuinen. Het enige Nederlandse terrassenkasteel is Kasteel Neercanne.